# مطار السليل
مطار السليل (بالإنجليزية: As Sulayyil Airport)‏ (إياتا: SLF، إيكاو: OESL) هو مطار محلي مغلق يقع في محافظة السليل إحدى مدن منطقة الرياض في الاتجاه الشرقي، وتم غلق المطار سنة 1988، وكان المطار يخدم المدن والقرى والهجر التابعة لمدينة السليل ووادي الدواسر.

## الموقع

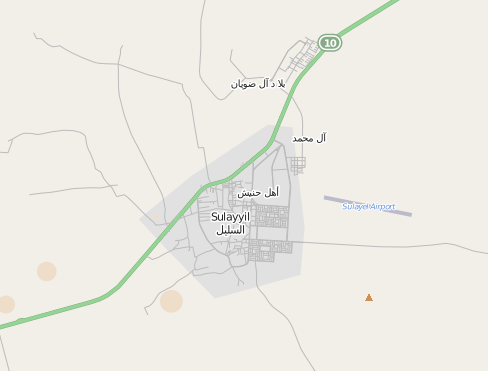
موقع المطار بالنسبة لمدينة السليل

يقع مطار السليل في محافظة السليل في الجزء الجنوبي الشرقي لمنطقة الرياض على ارتفاع 616 متر (2,021 قدم) عن سطح البحر حيث تتميز المنطقة بمناخها القاري شديد الحرارة صيفا والبارد شتاءً.

## الخصائص
مهبط مطار السليل يحتوي على مدرج وحيد 10/28 بطول 3005 م وعرض 45 م وطريق تدريج الطائرات بطول 2200م مع ثلاثة وصلات بين المهبط والطريق، يغطي سطح المنشآت المذكورة الأسفلت.

## خطوط وشركات الطيران
- الخطوط الجوية العربية السعودية (جدة، الرياض) سابقًا